# Tyler, the Creator
Та́йлер Гре́гори Око́нма (англ. Tyler Gregory Okonma; род. 6 марта 1991 года), более известный под псевдонимом Tyler, The Creator (с англ. — «Тайлер, Создатель», рус. та́йлер зэ креэ́йтор) — американский хип-хоп-исполнитель и музыкальный продюсер. Он является одной из самых влиятельных фигур массовой культуры своего поколения благодаря эклектичному творчеству. Ранние релизы рэпера имели мрачное звучание, вдохновлённое хорроркором, однако позже музыкант стал выпускать более лёгкую музыку, находящуюся под влиянием джаза и соула.
Оконма стал широко известен в конце 2000-х в качестве лидера музыкального коллектива Odd Future. Тайлер выпустил свой дебютный альбом Bastard в 2009 году и быстро привлёк внимание музыкальной прессы благодаря своему тяжёлому звучанию, вдохновлённому хорроркором, а также жестокому, трансгрессивному лирическому содержанию. Его вторая пластинка Goblin (2011) принесла известность в мейнстриме, чему способствовала популярность сингла «Yonkers».
Начиная со своего второго альбома Wolf (2013), рэпер отходит от хорроркора в сторону более альтернативного звучания. Так, его третья пластинка Cherry Bomb (2015) содержит больше мелодичных и джазовых звуков, что сохраняется на протяжении последующей дискографии музыканта. Более поздние работы Тайлера, включая Flower Boy (2017), Igor (2019) и Call Me If You Get Lost (2021), получили хорошие оценки от критиков, тогда как последние два дебютировали на первом месте в американском чарте Billboard 200 и каждый из них был признан лучшим рэп-альбомом на 62-й и 64-й церемониях «Грэмми», соответственно. 28 октября 2024 года вышла пластинка Chromakopia, и меньше чем через год, 21 июля 2025 года, — Don’t Tap the Glass.
Помимо своей музыкальной карьеры, Оконма известен благодаря собственным брендам одежды Golf Wang и Le Fleur, а также сотрудничеству с Lacoste, Converse и Louis Vuitton. Тайлер является основателем музыкального фестиваля Camp Flog Gnaw Carnival, который проводится ежегодно с 2012 года.

## Ранняя жизнь и образование
Тайлер Грегори Оконма родился 6 марта 1991 года в Хоторне, штат Калифорния, в семье отца-нигерийца с происхождением игбо и матери-американки смешанного афроамериканского и белого канадского происхождения. Он никогда не встречался со своим отцом и провел детство в Хоторне, переехав в Ладера-Хайтс в 17 лет. В возрасте семи лет он вынимал обложку из футляра для компакт—дисков и создавал обложки для своих собственных воображаемых альбомов — включая треклист с длиной песен — еще до того, как научился сочинять музыку. В возрасте 14 лет он сам научился играть на фортепиано. За 12 лет обучения в школе он посещал 12 различных школ в районах Лос-Анджелеса и Сакраменто. В восьмом классе Тайлер поступил в драматический класс, но его выгнали из-за чрезмерной увлеченности, а в девятом классе Тайлеру не разрешили присоединиться к классу группы, потому что он не умел читать ноты. Он проработал в FedEx чуть меньше двух недель, а в Starbucks — более двух лет. Тайлер взял свой сценический псевдоним со страницы на Myspace, которую он использовал для публикации своих творческих работ.

## Карьера

### 2007—2011: Odd Future,BastardиGoblin
Тайлер стал соучредителем альтернативного хип-хоп коллектива Odd Future в 2007 году вместе с Hodgy, Left Brain и Casey Veggies. Они самостоятельно выпустили свой дебютный микстейп The Odd Future Tape в ноябре 2008 года. 25 декабря 2009 года Тайлер самостоятельно выпустил свой первый сольный микстейп Bastard. В итоге микстейп занял 32-е место в списке лучших альбомов 2010 года по версии Pitchfork Media. 11 февраля 2011 года Тайлер выпустил музыкальное видео на песню «Yonkers». Видео привлекло внимание нескольких онлайн-СМИ. Расширенная версия с третьим куплетом была доступна на iTunes. Тайлер стал лучшим новым исполнителем за песню «Yonkers» на MTV Video Music Awards 2011. Тематический контент Тайлера в этих первых двух сольных проектах побудил фанатов и публикации отнести его к хорроркорной сцене, хотя он категорически отрицал свою связь с ней.
В начале 2011 года Тайлер привлек интерес ряда деятелей музыкальной индустрии, включая Стива Рифкинда, Джимми Айовайна, Рика Росса и Jay-Z. Тайлер и остальные участники Odd Future в конце концов подписали контракт с Red Distribution/Sony в апреле 2011 года. Его дебютный студийный альбом Goblin был выпущен 10 мая 2011 года. Тайлер и другой участник Odd Future Hodgy Beats дебютировали на телевидении 16 февраля 2011 года, когда они исполнили «Sandwitches» в программе Late Night with Jimmy Fallon. 16 марта Тайлер и Hodgy исполнили «Yonkers» и «Sandwitches» на mtvU Woodie Awards 2011, к ним присоединились другие участники Odd Future во время «Sandwitches».Во время интервью Тайлера для Interview Waka Flocka Flame выразил заинтересованность в сотрудничестве с фронтменом Odd Future, чтобы снять для него музыкальное видео. В начале 2011 года Тайлер сообщил поклонникам через свой аккаунт в Formspring, что его второй альбом будет называться Wolf и его релиз запланирован на май 2012 года. Тайлер также объявил, что Odd Future создадут свое собственное телешоу под названием Loiter Squad. 8 сентября 2011 года шоу было окончательно утверждено как 15-минутное шоу в прямом эфире, состоящее из различных скетчей, фрагментов «man on the street», розыгрышей и музыки, сделанной Odd Future. Продюсировать шоу планировалось Dickhouse Productions, производственное партнерство, создавшее Чудаки.

## Критика
Оконма был подвергнут критике за использование гомофобных выражений, в частности, — эпитета «faggot» в текстах своих песен, а также в записях в «Твиттере». Он отверг обвинения в гомофобии, заявив: «Я не гомофоб. Я просто говорю faggot и использую слово gay как прилагательное для описания тупого дерьма», и «Я не гомофоб. Я просто думаю, что слово faggot задевает и ранит людей». Он также сказал: «Ну, у меня есть фанаты-геи, и мои высказывания их не оскорбляют, поэтому я не знаю. Если вас это задевает, значит, это вас задевает. Если вы назовёте меня ниггером, то мне будет всё равно, лично мне. Некоторые люди могут воспринять это по-разному; мне лично всё равно». Несмотря на высказывания Оконмы, истолкованные как гомофобные, он был одним из первых, кто публично поддержал Фрэнка Оушена после его каминг-аута. Тексты песен «Foreword», «Garden Shed» и «I Ain’t Got Time!» с альбома «Flower Boy», а также позже вышедшей «Ziploc», стали причиной спекуляций о том, что Оконма сам совершил каминг-аут как гей. В интервью в августе 2017 года Оконма рассказал о бойфренде, который был у него в 15 лет, однако позже заявил, что это было лишь образным выражением.
Оконма также был раскритикован за мизогинистские тексты песен и графические изображения, на которых были изображения насилия в отношении женщин. Брент Ди Кресченцо из журнала Time Out Chicago пишет, что изнасилование является «доминирующей темой» альбома Goblin. The Fader подсчитали, что за 73 минуты, из которых состоит альбом Goblin, около 68 раз прозвучало слово bitch. Участницы канадского поп-дуэта Tegan and Sara критиковали оскорбления Тайлера в его Твиттере, на что тот ответил: «Если Тиган и Сара нуждаются в крепком члене — зовите!».
В своём треке Yonkers Тайлер выразил неуважение к многочисленным артистам, как рэпер B.o.B, певец Бруно Марс и Хейли Уильямс — вокалистка группы Paramore. Также Тайлер унизил Бруно Марса в совместной песне с The Game «Martians vs. Goblins». B.o.B ответил песней «No Future», в которой нелестно отзывается о коллективе Тайлера, Odd Future. По иронии судьбы Тайлер похвалил песню, изначально не думая, что это был дисс. Бруно Марс в ответ на строчку «stab Bruno Mars in his goddamn esophagus» сказал: «Тайлер должен встать в очередь, чтобы ударить меня ножом… Тайлер определённо не первый парень, который сказал что-то подобное, и он не будет последним».

## Личная жизнь
Оконма идентифицировал себя как атеист и имел явно антирелигиозные тексты в своей музыке, особенно на альбомах Bastard и Goblin.
Он заядлый скейтбордист с 2002 года и коллекционирует велосипеды BMX.
Оконма был предметом обсуждений относительно его сексуальности, и он сделал многочисленные прямые отсылки в текстах песен и интервью на тему того, что у него были однополые отношения или он испытывал однополые влечения.
Оконма болен астмой. Он был замечен с ингалятором на сцене.

## Дискография

### Студийные альбомы
- Bastard[англ.] (2009)
- Goblin (2011)
- Wolf[англ.] (2013)
- Cherry Bomb (2015)
- Flower Boy (2017)
- Igor (2019)
- Call Me If You Get Lost (2021)
- Chromakopia (2024)
- Don’t Tap the Glass (2025)

## Фильмография

### Как режиссёр

#### Видеоклипы
| Год  | Песня              | Артист                                             | Примечания                                      |
| ---- | ------------------ | -------------------------------------------------- | ----------------------------------------------- |
| 2010 | «Bastard»          | Tyler, The Creator                                 | В титрах как Wolf Haley Режиссёр — Taco Bennett |
| 2010 | «French!»          | Tyler, The Creator, Hodgy Beats                    | В титрах как Wolf Haley Режиссёр — Taco Bennett |
| 2010 | «VCR/Wheels»       | Tyler, The Creator                                 | В титрах как Wolf Haley Режиссёр — Taco Bennett |
| 2011 | «Yonkers»          | Tyler, The Creator                                 | В титрах как Wolf Haley                         |
| 2011 | «She»              | Tyler, The Creator, Frank Ocean                    | В титрах как Wolf Haley                         |
| 2011 | «Bitch Suck Dick»  | Tyler, The Creator, Jasper Dolphin, Taco           | В титрах как Wolf Haley                         |
| 2012 | «Rella»            | Hodgy Beats, Domo Genesis & Tyler, The Creator     | В титрах как Wolf Haley                         |
| 2012 | «NY (Ned Flander)» | Hodgy Beats & Tyler, The Creator                   | В титрах как Wolf Haley                         |
| 2012 | «Sam (Is Dead)»    | Domo Genesis & Tyler, The Creator                  | В титрах как Wolf Haley                         |
| 2012 | «F.E.B.N.»         | Trash Talk                                         | В титрах как Wolf Haley                         |
| 2013 | «Domo 23/Bimmer»   | Tyler, The Creator                                 | В титрах как Wolf Haley                         |
| 2013 | «Whoa»             | Эрл Светшерт, Tyler, The Creator                   | В титрах как Wolf Haley                         |
| 2013 | «IFHY/Jamba»       | Tyler, The Creator, Pharrell Williams, Hodgy Beats | В титрах как Wolf Haley                         |
| 2013 | «Tamale/Answer»    | Tyler, The Creator, Pharrell Williams, Hodgy Beats | В титрах как Wolf Haley                         |
| 2013 | «Glowing»          | D. A. Wallach                                      | В титрах как Wolf Haley                         |
| 2015 | «Fucking Young»    | Tyler, The Creator                                 | В титрах как Wolf Haley                         |
| 2016 | «Buffalo»          | Tyler, The Creator                                 | В титрах как Wolf Haley                         |
| 2016 | «Perfect»          | Tyler, The Creator, Kali Uchis, Austin Feinstein   | В титрах как Wolf Haley                         |
| 2017 | «Who Dat Boy»      | Tyler, The Creator, A$AP Rocky                     | В титрах как Wolf Haley                         |
| 2017 | «911 / Mr. Lonely» | Tyler, The Creator, Frank Ocean                    |                                                 |
| 2018 | «Okra»             | Tyler, The Creator                                 |                                                 |
| 2019 | «EARFQUAKE»        | Tyler, The Creator, Playboi Carti                  |                                                 |
| 2019 | «A BOY IS A GUN*»  | Tyler, The Creator                                 |                                                 |
| 2019 | «I THINK»          | Tyler, The Creator                                 |                                                 |
| 2019 | «Best Interest»    | Tyler, The Creator                                 |                                                 |
| 2021 | «LUMBERJACK»       | Tyler, The Creator                                 | В титрах как Wolf Haley                         |
| 2021 | «WUSYANAME»        | Tyler, The Creator                                 | В титрах как Wolf Haley                         |
| 2021 | «JUGGERNAUT»       | Tyler, The Creator, Lil Uzi Vert                   | В титрах как Wolf Haley                         |
| 2021 | «CORSO»            | Tyler, The Creator                                 | В титрах как Wolf Haley                         |
| 2021 | «LEMONHEAD»        | Tyler, The Creator                                 | В титрах как Wolf Haley                         |